# Bracon marcapatensis
Bracon marcapatensis är en stekelart som beskrevs av Szepligeti 1904. Bracon marcapatensis ingår i släktet Bracon och familjen bracksteklar. Inga underarter finns listade.